# كاثي بيج
كاثي بيج (بالإنجليزية: Kathy Page)‏ (8 أبريل 1958، لندن في المملكة المتحدة)؛ روائية بريطانية. درست في جامعة إيست أنجليا.